# Katharina von Luxemburg-Saint-Pol
Katharina von Luxemburg-Saint-Pol († wohl März 1492) war durch Heirat von 1457 bis 1458 Herzogin der Bretagne.

## Leben
Katharina war eine Tochter des Grafen Peter I. von Saint-Pol und seiner Gemahlin Marguerite des Baux. Sie wurde am 2. Juli 1445 die dritte Ehefrau des als Connétable de Richemont bekannt gewordenen späteren Herzogs Arthur III. der Bretagne und kam im Dezember 1445 nach Nantes, wo ihr Gemahl für sie Feste ausrichtete. Dann wohnte sie in Parthenay und begab sich erst wieder 1457 mit ihrem Gatten in die Bretagne, da dessen Neffe, Herzog Peter II., krank geworden war. Nach Peters am 22. September 1457 erfolgten Tod folgte Arthur diesem in der Herrschaft nach, wodurch seine Gemahlin Katharina kurzzeitig Herzogin der Bretagne wurde. Allerdings starb Arthur bereits am 26. Dezember 1458 im Alter von 65 Jahren in Nantes. Seine kinderlos gebliebene Witwe lebte zurückgezogen bis zu ihrem wohl im März 1492 erfolgten Tod und wurde im von ihr fertiggestellten Kartäuserkloster zu Nantes beigesetzt.